# (19931) 1981 EF3
A (19931) 1981 EF3 a Naprendszer kisbolygóövében található aszteroida. 
Schelte J. Bus fedezte fel 1981. március 2-án.